# Donataria
En Portugal, la Donataria es un sistema administrativo que se aplicó inicialmente en las islas Madeira, tierras de ultramar de la Corona. Luego se extendió a otros archipiélagos y territorios del Atlántico que el rey de Portugal consideraba dominio suyo.
Imposibilitado de ejercer directamente el derecho de señorío sobre esas islas y tierras, la donataria fue un medio al que recurrió el rey para delegar sus poderes, con ciertas restricciones, en personas de su entera confianza. El donatario administra, en nombre del soberano, una tierra mediante la institución del instrumento legal de la donataria, con las regalías, los derechos y las obligaciones bien definidos y también con algunas limitaciones, sobre todo en el campo de la justicia.
- Datos: Q5295399